# Thời gian trong vật lý

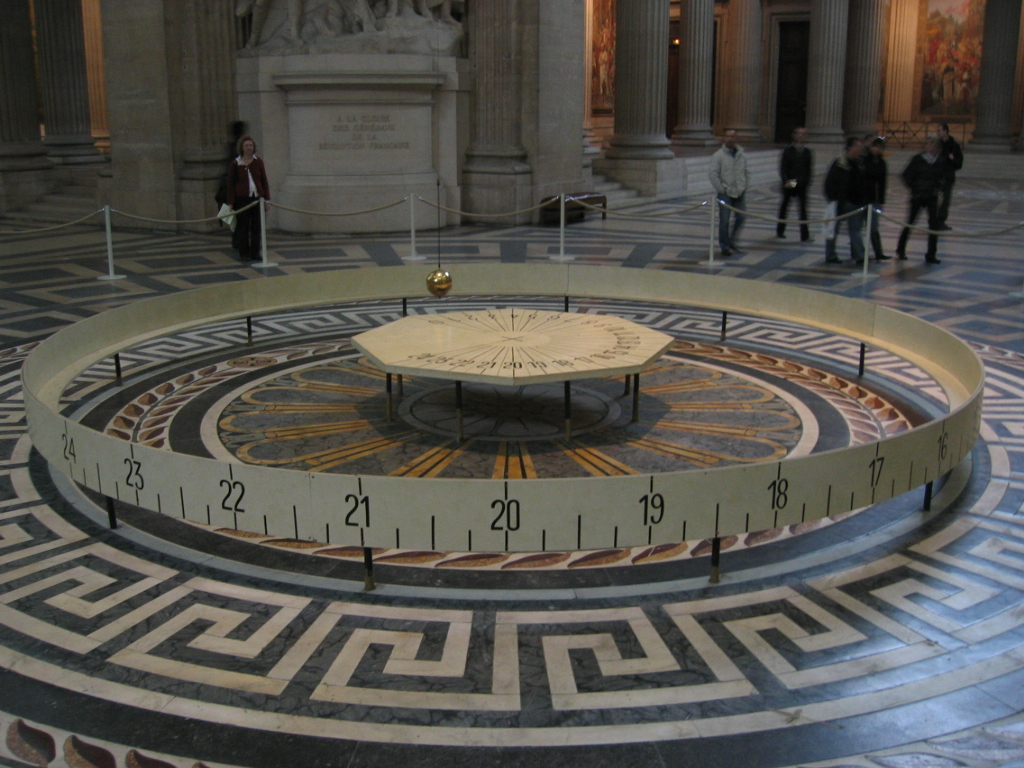
Con lắc của Foucault ở Panthéon của Paris có thể đo thời gian cũng như chứng minh sự quay của Trái đất.

Thời gian trong vật lý được định nghĩa bởi phép đo của chính nó: thời gian là những gì được đọc trên đồng hồ. Trong kinh điển, vật lý phi tương đối, nó là một đại lượng vô hướng, giống như chiều dài, khối lượng và điện tích, thường được mô tả như một đại lượng cơ bản. Những khái niệm về thời gian khác có thể được rút ra bằng cách kết hợp giữa toán học với các đại lượng vật lý khác như chuyển động, động năng và các trường phụ thuộc thời gian. Timekeeping (bấm giờ, chấm công) là một phức hợp của các vấn đề công nghệ và khoa học, và là một phần của nền tảng của recordkeeping (lưu trữ hồ sơ).

## Đánh dấu thời gian
Trước đồng hồ xuất hiện, thời gian được đo bằng các quá trình vật lý có thể hiểu được theo từng kỷ nguyên của nền văn minh:
- Sự mặt đầu tiên đánh dấu trận lũ sông Nile mỗi năm[2]
- sự nối tiếp định kỳ của ngày và đêm, dường như là mãi mãi[3]
- vị trí trên đường chân trời xuất hiện đầu tiên lúc rạng đông[4]
- vị trí của mặt trời trên bầu trời[5]
- đánh dấu thời điểm trưa trong ngày[6]
- chiều dài bóng đổ bởi một cột đồng hồ mặt trời[7]

Cuối cùng, nó đã có thể mô tả thời gian trôi qua với thiết bị đo đạc, sử dụng các định nghĩa hoạt động. Cùng lúc này, các khái niệm mới về thời gian đã được phát triển, như dưới đây.

## Đơn vị đo thời gian: giây
Trong Hệ thống đơn vị quốc tế (SI), đơn vị thời gian là giây (ký hiệu: \ mathrm {s}). Nó là một đơn vị cơ sở SI, và đã được định nghĩa từ năm 1967 là "thời gian kéo dài của 9 192 631 770 chu kỳ của bức xạ tương ứng với sự chuyển đổi giữa hai mức độ siêu tinh tế của trạng thái cơ bản nguyên tử xêtan  133". Định nghĩa này dựa trên sự vận hành của đồng hồ nguyên tử Caesium. Những chiếc đồng hồ này trở nên thiết thực dùng để làm tiêu chuẩn tham khảo chính sau khoảng năm 1955 và đã được sử dụng kể từ lúc đó.